# Dumeling
Dumeling is een bestuurslaag in het regentschap Brebes van de provincie Midden-Java, Indonesië. Dumeling telt 9056 inwoners (volkstelling 2010).